# Interesul Public
Interesul Public este un cotidian de investigații din România, lansat la data de 10 septembrie 2007 de omul de afaceri Marius Locic, care mai deține și ziarul Atac.
Ziarul este distribuit în format de 24 de pagini.
În februarie 2009, redactorul șef al ziarului era Victor Bratu.